# 春風亭小朝
春風亭 小朝（しゅんぷうてい こあさ、1955年（昭和30年）3月6日 - ）は、落語協会に所属する落語家。出囃子は『三下りさわぎ』。
俳優・タレント・指揮者としても活動する。東京都北区出身。東京電機大学高等学校卒業。
芸能事務所・春々堂を経営して自らのマネジメントを行っている。以前はオフィスてるてる（師匠・5代目春風亭柳朝の会社）に所属していた。キャッチフレーズ∶「横丁の若様」。元妻はシンガーソングライターの泰葉。

## 来歴

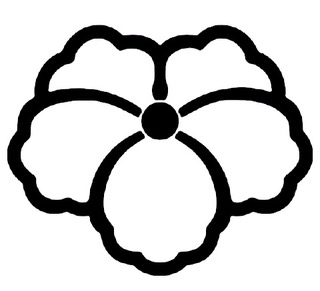
中陰光琳蔦（画像は中陰蔦）は、林家彦六一門の定紋である。

1955年3月6日、作家の花岡太郎の息子として東京都北区に生まれた。少年期から「落語の天才」と呼ばれ、中学1年の時、素人寄席で8代目桂文楽から褒められた。『しろうと寄席』では5週にわたり勝ち抜き、チャンピオンの座を獲得した。
1970年4月、5代目春風亭柳朝に入門し、春風亭朝太郎（のちの春風亭一朝）に次ぐ2番弟子となった。当初は「小あさ」という前座名を名付けられたが、のちに「小朝」と改名した。昼間は東京電機大学高等学校に通いながら前座生活を送った。
1976年7月に二つ目昇進。新進気鋭の若手落語家としてマスメディアで注目を浴び始めるようになり、1978年には第7回NHK新人落語コンクールで最優秀賞を受賞した。
1980年5月に25歳で真打に昇進した。36人抜きの抜擢真打であり、抜いた先輩の中には兄弟子の一朝をはじめ、師匠・柳朝の弟弟子である林家九蔵（のちの三遊亭好楽）、林家上蔵（のちの3代目桂藤兵衛）らも含まれていた。フジテレビの『THE MANZAI』や『オレたちひょうきん族』では、明石家さんまとのコンビで漫才を披露したこともある。『ひょうきん族』の姉妹番組『笑ってる場合ですよ!』では1982年まで木曜レギュラーを務めた。
1984年には文化庁芸術祭優秀賞を、1986年には芸術選奨新人賞をそれぞれ受賞した。
1988年、初代林家三平の次女である泰葉と結婚する。落語家やタレントとしてのみならず俳優としても活動し、テレビ朝日の時代劇『三匹が斬る!』では、1995年まで燕陣内（たこ）役でレギュラー出演した。
1990年10月、銀座博品館劇場で30日間に渡る連続公演を成功させる。1996年には浅草芸能大賞大賞を受賞した。
1994年4月に放送を開始したNHK総合テレビのバラエティ番組『ふるさと愉快亭 小朝が参りました』の司会を担当し、全国の中高年層からも支持を得るようになる。1997年10月11日、落語家として初めて日本武道館で独演会を開催し、超満員の観客を前に大作2席を口演した。
舞台演劇にも進出し、2001年4月に日生劇場連続公演で山田五十鈴と共演したほか、2003年6月には新宿コマ劇場で上演された『恋や恋 浮かれ死神』で、落語家史上初となる座長公演を行った。
2002年に落語協会理事（広報担当）に就任し、2006年まで理事を務めた。2003年には落語界の斜陽化を憂う賛同者とともに「六人の会」を結成し、落語家としての活動を長らく休止していた笑福亭鶴瓶を高座に復帰させた。
2007年11月、泰葉とともに金屏風の前で離婚会見を行った。
2015年、芸術選奨文部科学大臣賞を受賞する。2020年、春の叙勲で紫綬褒章受章。2022年2月、第43回松尾芸能賞優秀賞受賞。
2022年11月「初代国立劇場さよなら公演」企画の第二弾として、国立劇場（演芸場ではない）で、8代目中村芝翫主演の歌舞伎『仮名手本忠臣蔵』五・六段目につなげて、小朝による忠臣蔵を題材にした落語二席『中村仲蔵』『殿中でござる』を「歌舞伎&落語 コラボ忠臣蔵」として上演、出演した。国立劇場での歌舞伎と落語の同時上演はこの時が初。
2023年に浅草演芸ホールで、1月下席昼の部「4代目桂三木助 二十三回忌追善興行」(トリ：5代目桂三木助）、2月中席昼の部「5代目春風亭柳朝 三十三回忌追善興行」（トリ：6代目春風亭柳朝） と、生前親しかった仲間と自身の師匠の追善興行を企画。特に柳朝追善興行では元落語協会所属で現・円楽一門会所属の三遊亭好楽（林家九蔵）の40年ぶりの落語協会定席への出演を実現させ、公演は共に盛況となった。また、鈴本演芸場2023年9月下席昼の部「2代目橘家文蔵 二十三回忌追善興行」にあたっても公演を企画した3代目橘家文蔵に口添えを行い、2024年6月中席昼の部「落語協会百年興行」では鈴本演芸場への6代桂文枝の18年ぶりの出演を企画提案、自らは中トリとして出演。東京の寄席のしきたりなどに慣れない文枝をサポートした。
2023年7月に真打に昇進した三遊亭とむの新しい芸名「錦笑亭満堂」の名付け親である。

## 人物
高校卒業後、柳朝に言わずに桐朋学園芸術短期大学演劇科を受験。合格したが大学在籍中は芸能活動禁止の方針があり、既にNHKのレギュラー番組への出演が決まっていたため進学をあきらめた。
プロ野球の広島東洋カープファンである。
古今の漫才に造詣が深い。「M-1グランプリ」（ABC）の2001年・2004年・2017年大会で審査員を務めたほか、「THE MANZAI」（フジテレビ）の2014年大会でも審査員を務めた。
弟子の8代目橘家圓太郎、蝶花楼桃花の真打昇進時に出囃子を作曲して贈っている。
AKB48関連についても造詣が深い。2015年にはAKB48の特別公演『イヴはアダムの肋骨』をプロデュースしている。
同期入門の噺家に6代目三遊亭円楽、立川ぜん馬、桂歌春らがおり、特に6代目円楽とぜん馬とはかつては同じ落語協会に所属しており、前座・二ツ目時代にはしばしば家を行き来していた。前座時代に6代目円楽、古今亭八朝、ぜん馬と共に『四天王弟子の会』という会を開いたことがある。
1983年に静岡に寄席に行った際、寄席を見に来ていた高校生時代のさくらももことニアミスしている（当時、彼女は小朝への弟子入りを考えていた）。この出来事は彼女のエッセイ『ひとりずもう』でも取り上げられ、同漫画版では若いころの小朝も描かれている。
若い頃はテレビ出演やレコードなどで高座を多数披露していたが、近年は高座の収録・配信などには消極的な立場をとり、2020年6月のYouTube「鈴本演芸場チャンネル」生配信では、当初番組に出演が予定されて配信に変更となった主任落語家の中で唯一参加していない。2021年現在正規に購入できる音源は1998年に出た「小朝の夢高座　Op.1　牡丹燈籠 - 御札はがし」（ソニー）のみである。
コウメ太夫の物真似が上手く、落語家弟子入りが同期と言う繋がりで三遊亭円楽 (6代目)の代演で『笑点』の大喜利に出演した時の答えで披露する。

## 林家正蔵との関係
師弟や一門としての関係ではないが、8代目林家正蔵（のちの林家彦六）と、元義弟の9代目林家正蔵とは、深い繋がりがある。

### 8代目との関係
師匠の5代目柳朝は、彦六の総領弟子で、小朝は彦六の孫弟子であり、彦六の存命中に真打になった唯一の孫弟子である。
小朝は叔父弟子である林家木久扇とも関係が深く、2007年9月の木久扇・木久蔵ダブル襲名会見に同席したほか、2014年7月には喉頭癌のため休養した木久扇の状態をブログで伝えた。また、2021年に木久扇が足の骨折のために『笑点』を欠席した時に、小朝が木久扇の代役で大喜利メンバーで出演した事もある。林家木久扇の「新彦六伝」である年の大師匠彦六の誕生日プレゼントにマカデミアンナッツチョコレートを持って行く。彦六は小朝の前で食べたが、彦六から「やい小朝、このチョコレートには種がある」と言われたエピソードがある。
また、同じく叔父弟子である三遊亭好楽とも木久扇と同様であり、好楽の息子の三遊亭王楽の後押しや自身の甥弟子である春風亭一之輔と王楽を引き合わせたり、当初は好楽の息子というのを前面に出さなかった王楽を好楽の息子というのを出した方がいいと好楽に薦めたのも小朝である。好楽の孫である王楽の息子の名前も小朝が命名した。好楽の弟子の錦笑亭満堂の名付け親も小朝であり、落語協会での自身の師匠の5代目柳朝三十三回忌追善興行に落語協会を離れている好楽の参加も実現させている。　
小朝は好楽の息子の王楽、木久扇の息子の2代目木久蔵、元義弟の2代目三平達のユニット坊ちゃん5の指南役を務めた。

### 9代目との関係
元妻の泰葉は初代林家三平の次女であり、9代目林家正蔵（旧名：こぶ平）と2代目林家三平（旧名：いっ平）は小朝と泰葉の結婚時代は義弟であった。泰葉との離婚後も小朝は9代目正蔵、2代目三平の後見人を務めている。こぶ平の正蔵襲名と、いっ平の三平襲名には小朝と泰葉が尽力しており、小朝は離婚会見で「これからも（いっ平の）三平襲名に向けて彼女と力を合わせて頑張る」との趣旨の発言を残している。また、9代目正蔵の長男の林家たま平が、落語家になるきっかけの一つを作ったのも小朝である。
小朝と9代目正蔵はいずれもTBSラジオの若者向けワイド番組でパーソナリティを務めていたという共通点もあり、小朝は真打昇進前後に『夜はともだち』で、9代目正蔵（当時：こぶ平）は『くるくるダイヤル ザ・ゴリラ』でそれぞれパーソナリティを担当していた。2005年4月3日、『MBSヤングタウン』がMBSの東京スタジオから生放送された際には9代目正蔵らとともに出演し、9代目正蔵の物真似（「あにちゃん、こんなの食べられまちぇんよ」）を披露して爆笑を誘った。現在でも高座で「正蔵襲名前のこぶ平」と「襲名後の正蔵」の変化を真似することがある。

## 弟子

### 直弟子

#### 真打
勢朝（入門以来改名なし）を除き、真打昇進時には「春風亭」から別の亭号に変えさせている。
- 春風亭勢朝 - 五代目春風亭柳朝死去に伴い移籍
- いなせ家半七 - 五代目春風亭柳朝死去に伴い移籍
- 八代目橘家圓太郎
- 五明樓玉の輔
- 蝶花楼桃花

### 移籍

#### 色物
- 神田茜（講談） - 林家たい平門下に移籍
- 猫柳ロミオ（漫談）太田プロへ。現在はフリー。

### 破門
- 春風亭あ太郎  - 三代目桂文生門下へ
- 春風亭えびー太 - 三遊亭圓丈門下へ

### 廃業
- 春風亭アリス
- 春風亭ぽん吉
- 春風亭ドラゴン
- 春風亭てるちゃん

### その他
いずれも芸能人でありプロの落語家ではないが、指導を受けるなど小朝と繋がりがある。
- 春風こえむ（にしおかすみこ）
- 春風みなみ（峯岸みなみ） - 元AKB48。ノースリーブスのイベントの際に、本来落語を披露する予定であった高橋みなみに代わって落語に挑戦するため、小朝は「鴨とり」を指導し、同高座名を与えている[28]。
- 初代春風コココ（小嶋真子） - 元AKB48。小朝がプロデュースしたAKB48の著名人公演『イヴはアダムの肋骨』の紹介動画で小嶋が小噺を演じるにあたり、同高座名を与えている。
- 二代目春風コココ（伊藤百花） - AKB48 19期研究生。趣味は落語。本格的に挑戦するにあたり弟子入りした（行儀などの指導は甥弟子（兄弟子・春風亭一朝の弟子）の春風亭三朝、落語の指導は直弟子の蝶花楼桃花が行う）[29]

## 主な出演作品

### テレビドラマ
- 橋田ドラマ 見合い結婚（1980年、TBS） - 佐山 役
- 忠臣蔵（1985年、日本テレビ） - 土屋家用人 役
- 脱兎のごとく 岡倉天心（1985年5月6日、NHK総合） - 横山大観 役
- 連続テレビ小説 チョッちゃん（1987年、NHK総合） - 国松連平 役
- ガキ大将がやってきた（1987年、TBS） - ナレーション
- 三匹が斬る!シリーズ（1987年 - 1995年・2002年、テレビ朝日） - 燕陣内（たこ） 役
- 水曜グランドロマン 「私のピノッキオ」（1989年9月13日、日本テレビ）
- 現代神秘サスペンス 「女難の季節」（1989年9月25日、関西テレビ・松竹）
- 不思議サスペンス 「秘密箱からくり箱殺した女」（1991年8月、関西テレビ・東映）
- 桃太郎侍 狙われた将軍の首・帰って来た桃太郎（1992年、テレビ朝日）
- 怪談 KWAIDAN 「むじな」（1992年、フジテレビ） - 太兵衛 役
- 火曜サスペンス劇場 「情事の背景」（1992年11月10日、日本テレビ）
- 七つの離婚サスペンス 「ピエロ」（1993年1月11日、日本テレビ）
- 鬼平犯科帳（1994年、フジテレビ） - 又吉＝市松小僧 役
- 笑ゥせぇるすまん SALE3 「化けた男」（1997年、テレビ朝日） - 磯部錦一 役
- 藤沢周平の用心棒日月抄（1997年、テレビ朝日） - 相模屋吉蔵 役
- 茂七の事件簿 ふしぎ草紙シリーズ（2002年、NHK総合） - ナレーション、江戸ことば指導（第2シリーズ〜）
- 大河ドラマ（NHK総合）
  - 篤姫（2008年） - 近衛忠煕 役
  - 軍師官兵衛（2014年） - 明智光秀 役
  - 麒麟がくる（2020年） - 覚恕法親王 役
- あんどーなつ（2008年、TBS） - ナレーション（第2話冒頭では顔出し）
- 必殺仕事人2007・必殺仕事人2009（2007年・2009年、朝日放送・テレビ朝日） - ナレーション
- 黒い十人の黒木瞳2 「黒い女将」（2012年12月29日、NHK BSプレミアム）
- TBS年末スペシャルドラマ 「赤めだか」（2015年12月28日、TBS） - 本人 役[30]
- 石川五右衛門（2016年、テレビ東京） - ナレーション
- 雲霧仁左衛門3（2017年、NHK BSプレミアム） - 磯部主膳 役

### ラジオ
- 雄二・小朝の夜はともだち（1979年10月8日〜1981年10月2日、TBSラジオ）
- 小朝のネピアスクランブル・トーク（TBSラジオ）
- おしゃれクラシック（TBSラジオ）
- 百万人の音楽（TBSラジオ）
- 土曜だ!いい朝KOASAクン (1998年4月4日 - 1999年7月3日、ニッポン放送）

### 映画
- ウィークエンド・シャッフル（1982年） - 新聞集金人 役
- 竹取物語（1987年） - 車持の皇子 役
- バカヤロー!4 YOU! お前のことだよ 第一話「泊ったら最後」（1991年、監督：太田光） - 小西源吉 役
- 落語物語（2011年） - スマイル 役

### バラエティ
- お好み演芸会（NHK総合、1973年4月7日 - 1991年3月31日）
- 笑ってる場合ですよ!（フジテレビ、1980年10月1日 - 1982年10月1日）
- オレたちひょうきん族（フジテレビ、1981年5月 - 1981年8月）
- ひげよさらば（NHK総合 人形劇、1984年4月2日 - 1985年3月18日） - ナレーション
- 小朝の地球時代（日本テレビ、1990年4月1日 - 1991年9月29日）
- ふるさと愉快亭 小朝が参りました（NHK総合、1994年4月16日 - 1998年3月15日）
- ネプリーグ (フジテレビ)
- 新トーキョー人の選択 → イキだね!わたしの東京時間（NHK総合、2006年 - 2010年）
- 寿命をのばすワザ百科（日本テレビ、第1期：2009年4月4日 - 5月30日、第2期：2010年7月9日 - 9月3日）
- おんがく交差点（BSジャパン、2016年4月6日 - ） - MC
- クイズ!神社仏閣（BS日テレ、2017年5月11日 - ） - MC
- ボクらの時代（フジテレビ、2024年6月16日(日) 7:00～7:30） - 春風亭小朝×林家正蔵×春風亭一之輔

### 舞台
- 宝くじ文化公演事業・宝くじおしゃべり音楽館（司会、作品解説担当）

### CM
- あさ開 「乾杯の酒　あさ開」
- 森下仁丹 「グリーン仁丹」
- イチビキ 「あま塩みそ・しょうゆ」
- サンヨー食品 「サッポロ一番 東京ラーメンこれだね」[31]
- 出光興産 「出光無鉛金アポロガソリン」（ラジオ）
- キリンビール 「タルチョ」

## 著書
- 『小朝の書いた本』（潮文社、1981年）
- 『春風亭小朝写真集 かーてん・こーる』撮影・折元昭道（ 凡凡社、1981年）
- 『未来のわかる鏡 ラビくんのおはなしクルクル』（みみずくぷれす、1983年）
- 『こわさ知らず』〈中公文庫〉、中央公論社、1984年11月10日。
- 『お月さまはウサギの国』（日本英語教育協会 1986）
- 『かわいそ、エッちゃん』（日本英語教育協会、1986年）
- 『あなたがさよならを言われた33の理由』（世界文化社、1992年）
- 『言葉の嵐』（筑摩書房、2000年）
- 『苦悩する落語 二十一世紀へ向けての戦略』（光文社カッパブックス、2000年）
- 『いま、胎動する落語　苦悩する落語2』（ぴあ、2006年）
- 『小朝の落語塾』（世界文化社、2010年）
- 『菊池寛が落語になる日』（文藝春秋、2022年1月）ISBN 978-4163914855

## CD
- 小朝の夢高座 Op.1「牡丹燈籠 御札はがし」（ソニーレコード、2001年）

## レコード（シングル）
- 11月の風（作詞・作曲：春風亭小朝、編曲：松任谷正隆、1980年8月21日発売、東芝EMI）
- 帰郷（作詞：有川正沙子、作曲：松尾一彦、編曲：井上鑑、1981年発売